# Midrex-Verfahren

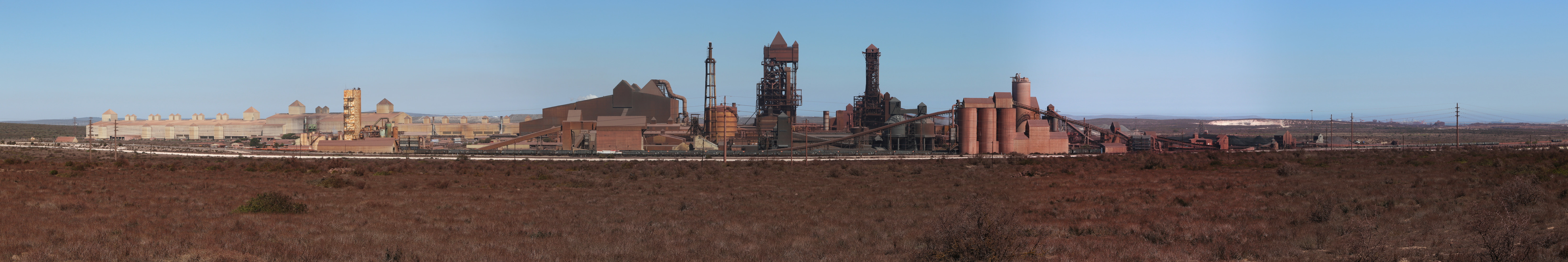
Midrex/Corex-Stahlwerk in Südafrika (Saldanha Steel)

Das Midrex-Verfahren ist ein Direktreduktionsverfahren in der Stahlerzeugung. Mit einer Jahresproduktion von 56,5 Mio. t hatte das Verfahren 2017 einen Anteil von 64,8 % an der weltweiten Produktion von direktreduziertem Eisen.

## Geschichte
Das Midrex-Verfahren wurde vom US-Mischkonzern Midland-Ross entwickelt und im Jahr 1975 von der MIDREX Corp. in den USA zum Patent angemeldet. Seit 1983 ist die MIDREX Corp. eine Tochterfirma von Kobe Steel. In Deutschland wurde der MIDREX Corp. im Jahr 1984 das Patent erteilt.
Eine Midrex-Anlage wurde in den frühen 1970er Jahren in Hamburg gebaut – heute gehört die Anlage zu ArcelorMittal Hamburg. Weltweit gibt es 78 Midrex-Schachtöfen in 21 Ländern (Stand: Mitte 2015). Wichtigste Produktionsländer sind Indien (17 Mt), Iran (15 Mt) und Saudi-Arabien (6,5 Mt).

## Verfahrensbeschreibung
Beim Midrex-Verfahren wird  in einem Schachtofen Eisenerz im Gegenstromprinzip mit einem wasserstoffreichen Gas reduziert. Dieses wird zuvor in einem Reformer durch die Spaltung von Erdgas gewonnen.
Das Produkt des Midrex-Verfahrens ist Eisenschwamm, im Gegensatz zum flüssigen Roheisen, das beim Corex- und Finex-Verfahren oder im klassischen Hochofen anfällt.

## Vor- und Nachteile zu anderen Verfahren
- Höhere Leistung als ein Hochofen[3]
- Im Vergleich mit dem Hochofen geringer spezifischer Energieverbrauch
- Geringe Produktionsmengen (gut geeignet für kleine Werke)
- Keine Kohle oder Koks nötig, stattdessen Verwendung von Erdgas als Reduktionsmittel
- Die Wirtschaftlichkeit hängt stark vom Erdgaspreis ab.
- Eisenschwamm ist als Produkt relativ rein -> gute sekundärmetallurgische Weiterverarbeitung möglich
- Eisenschwamm oxidiert an feuchter Luft und kann sich selbst entzünden-> Brikettierung oder Passivierung mit einer Kohlenstoffschicht notwendig.
- Es entsteht keine Schlacke
- Erz muss stückig sein, Pelletieren des Feinerzes notwendig.[7]

## Patente
- Patent  US4042226: Method and apparatus for producing metallic iron pellets. Angemeldet am 19. Mai 1975, veröffentlicht am 16. August 1977, Anmelder: Midrex Corporation, Erfinder: Donald Beggs.‌
- Patent  DE2622349: Verfahren zur Direktreduktion von Eisenerzen.‌